# Otto Kumm
Otto Kumm (Hamburg, 1 oktober 1909 - Offenburg, 23 maart 2004) was een Duitse officier en SS-Brigadeführer en Generalmajor in de Waffen-SS tijdens de Tweede Wereldoorlog. Hij was van 1944 tot 1945 commandant van de 7. SS-Freiwilligen-Gebirgs-Division Prinz Eugen; een divisie die zich aan talrijke oorlogsmisdrijven schuldig heeft gemaakt. Kumm was ook een van de grondleggers van de Hilfsgemeinschaft auf Gegenseitigkeit der ehemaligen Angehörigen der Waffen-SS e. V. (HIAG).

## Leven
Kumm was de zoon van een handelaar. Hij studeerde aan de Oberrealschule af. En ging van 1 april 1925 tot 31 maart 1929 naar een leerschool en werkte voor vijf jaren als handzetter. In oktober 1930 werd Kumm lid van de Sturmabteilung, en werd geplaatst bij de SA-Sturm 25 in Hamburg.

## Carrière in de SS
Op 1 december 1931 werd Kumm lid van de NSDAP en werd dezelfde maand nog als SS-Mann in de SS opgenomen. Op 1 april 1934 ging hij als vrijwilliger met de rang van een SS-Sturmführer in de I./SS-Standarte „Germania“ bij de SS-Verfügungstruppe in Hamburg. In augustus 1934 werd hij het hoofd van een politieke eenheid in Hamburg. Inmiddels SS-Obersturmführer, werd hij in juli 1935 chef van de 4. (MG-)Kompanie van de Standarte. In september 1935 volgden zijn bevordering tot SS-Hauptsturmführer. Vanaf december 1936 diende hij als chef van de 2e compagnie van de SS-Standarte „Deutschland“ in München. Na de Anschluss, werd Kumm in maart 1938 compagniescommandant van de SS-Standarte „Der Führer“ gestationeerd in Klagenfurt. Met deze eenheid nam hij aan de Poolse Veldtocht deel. In april 1940 nam hij het commando van de zware compagnie over en nam aan de Fall Gelb en Fall Rot deel. Tijdens deze gevechten werd hij tot commandant van het 3e bataljon benoemd. Op 1 april 1940 werd hij bevorderd tot SS-Sturmbannführer. In het voorjaar van 1941 nam Kumm als onderdeel van het 2. SS-Panzer-Division Das Reich aan de Balkanveldtocht deel. Begin juni begon het klaarmaken voor de aanval op de Sovjet-Unie in het gebied rond Lublin. Op 12 juli 1941 nam van Georg Keppler het commando van de SS-Regiment „Der Führer“ over.

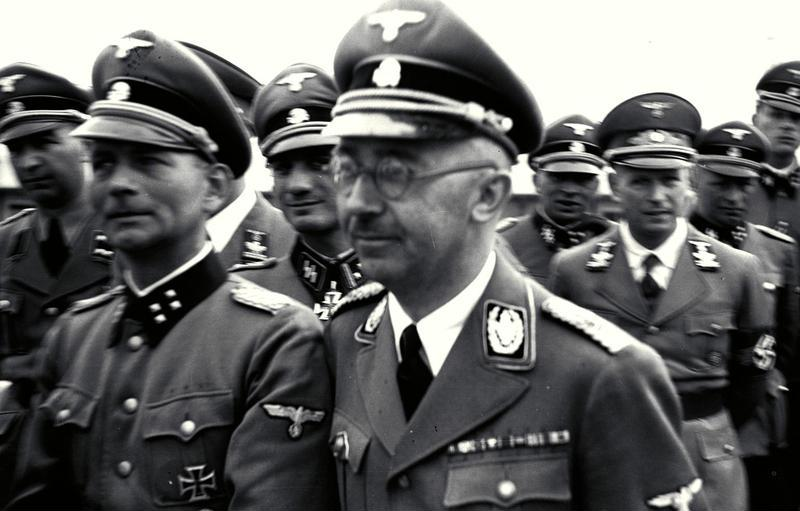
Otto Kumm op werkbezoek in Mauthausen.

Het SS-Regiment „Der Führer“ onder het commando van SS-Obersturmbannführer Kumm hield vanaf januari 1942 tijdens de slag van Rzjev een dunne linie, die een verbinding van het in de buurt gelegen Heeresverbänden veilig stelde. Van de 2000 manschappen, die onder het bevel van Kumm stonden bleven er maar 35 over.
De volgende gevechtsactie van Kumm was samen met zijn regiment, na de slag om Stalingrad begin 1943, toen het ineenstorten van het zuidoostelijke front dreigde. De divisie „Das Reich“ werd als onderdeel van het ondertussen opgestelde II. SS-Panzerkorps aan de bedreigde frontsector ingezet en nam aan de derde slag om Charkov deel. Nog in dezelfde maand gaf hij zijn commando over aan Sylvester Stadler, en keerde naar Duitsland terug.
In juli 1943 werd Kumm tot stafchef van het in reserve opgestelde V. SS-Freiwilligen-Gebirgskorps van de SS-Obergruppenführer Artur Phleps benoemd. In deze functie was hij vanaf oktober 1943 met de Joegoslavische partizanen in Bosnië in gevecht. Op 30 januari 1944 volgde gelijktijdig zijn bevordering tot SS-Oberführer en zijn benoeming als commandant van het 7. SS-Freiwilligen-Gebirgs-Division Prinz Eugen, die tevens ook in Joegoslavië ingezet was.
Op 28 maart 1944 bracht de SS-Divisie „Prinz Eugen“ in de regio Knin de bevolking van meerdere dorpen, waaronder Otok bij Sinj om. De Kroatische minister van Buitenlandse Zaken Stijepo Perić protesteerde in Berlijn. De mensen waren in hun huizen samengedreven en door de vensters met machinegeweren doodgeschoten.
Tijdens het Gijzelaarsproces werd het aantal slachtoffers van 28 maart 1944 geschat op 2014 personen uit 22 dorpen vandaan. Mannen, vrouwen en kinderen werden hierna regelrecht vermoord, en de dorpen werden geplunderd. De door de Joegoslavische delegatie aan het gerechtshof gepresenteerde omvattend bewijsmiddel ook foto's, die het „afbranden van dorpen, afslachten van de bevolking, marteling van partizanen“ door de „Otto Kumm geleidde 7. SS-Freiwilligen-Gebirgsdivision Prinz Eugen weergave“.
Op 9 november 1944 werd Kumm bevorderd tot SS-Brigadeführer en Generalmajor in de Waffen-SS. Met de divisie „Prinz Eugen“ trok hij zich naar Hongarije terug.
Van 6 tot 16 maart 1945 nam Kumm met de 1. SS-Panzer-Division Leibstandarte-SS Adolf Hitler (LSSAH), aan operatie Frühlingserwachen deel. Dit was het laatste grote Duitse offensief tijdens de Tweede Wereldoorlog, deze vond plaats in de buurt van het Balatonmeer. Deze keer moesten de olievelden bij Nagykanizsa en diverse olieraffinaderijen in bezit te krijgen, om zo de toevoer van aardolie vanuit Hongarije veilig te stellen. Ondanks de aanvankelijke terreinwinsten, was de operatie niet succesvol. Het 6. Panzerarmee onder het bevel van Josef Dietrich en de LSSAH onder het commando van Kumm moesten zich richting Wenen terugtrekken.

## Na de oorlog
Na zijn gevangenname werd Kumm naar verluidt van eigen opgave in het interneringskamp Dachau van het United States Army vastgezet. Hij werd voor een half jaar lang als getuige in het Proces Generaals in Zuidoost-Europa verhoord, hierna werd hij weer naar Dachau teruggestuurd. Volgens zijn eigen verhaal ontsnapte hij aan de uitlevering aan Joegoslavië door te vluchten over de muur van het interneringskamp Dachau. 
Op 1 januari 1949 werd in Hamburg ongeveer 50 personen sterk „Kameradschaftsgruppe der Waffen-SS“ opgericht. Vermoedelijk vanaf september 1950 werd onder de naam van het „Hilfsgemeinschaft auf Gegenseitigkeit der ehemaligen Angehörigen der Waffen-SS“ (HIAG), werd Kumm de eerste voorzitter. Deze benaming werd door ander SS-veteranengroepen ook overgenomen. In oktober 1951 kwam het tot een bijeenkomst tussen Kumm en de SPD-politici Kurt Schumacher, Herbert Wehner en Annemarie Renger. De gespreksonderwerpen waren door Kumm gestelde discriminatie van voormalige leden van de Waffen-SS, de materiële verzorging alsmede de afbakening tussen de Waffen-SS en de Algemeine-SS. In een gesprek argumenteerde Kumm met "bizarre parallel" naar de militair historicus Jens Westemeier. Voor de SPD zou het daarom ook een vanzelfsprekendheid moeten zijn om de Waffen-SS als een positief onderdeel van de Wehrmacht te beschouwen, omdat er in Duitsland nooit een troep was geweest waren wiens structuur zoals overeenstemming was met het oude sociaaldemocratische idee van de Volksheer, zoals de voormalige Waffen-SS ". Zijn persoonlijke beklimming van een klein geschoolde arbeider zonder een middelbareschooldiploma naar een generaal alleen op grond van zijn eigen prestaties is een goed voorbeeld van dit karakter van de Waffen-SS als volksleger.
Naast Kumm in Hamburg probeerde ook andere voormalige officieren van de Waffen-SS om de veteranen te organiseren, zo ook Herbert Otto Gille in zuidelijk Nedersaksen en Paul Hausser. Daarbij streefde Kumm evenals Gille en Hausser naar een hoge mate van organisatiegraad onder de voormalige leden van de Waffen-SS; een landelijke organisatie gezamenlijk met de voormalige soldaten van de Wehrmacht in de Vereniging van Duitse Soldaten (VdS) zou volgen.
In 1952 zette Kumm zich ook weer beroepsmatig in. Het Burda-Verlag nam hem aan als typograaf en technisch directeur van de drukkerij in Offenburg. Deze positie behield Kumm tot hij met pensioen ging in 1975.
Voor het in 1963 gepubliceerde boek Operatie Barbarossa, van de voormalige nazi-perschef van het ministerie van Buitenlandse Zaken Paul Carell, werd al snel een bestseller, en leverde Kumm 'oorlogsrapporten' op. Deze ondersteunden de gepresenteerde Carell-geschiedenisfoto van een oorlogspresentatie, waardoor operatie Barbarossa als een onpolitieke heldhaftig gevecht met de Waffen-SS als een integraal elite-onderdeel van de Wehrmacht verscheen.
Tussen 1978 en 1983 publiceerde Kumm twee boeken over divisie „Prinz Eugen“, deze verschenen in de Munin-Verlag, die door de HIAG opgericht was. De Historicus Karsten Wilke wijst Kumms publicatie toe in pogingen van de HIAG, "door de professionele geschiedeniswetenschap onverwerkte vakgebieden [...] met eigen te bezetten representaties". Deze poging was grotendeels succesvol, tegen de jaren zeventig had HIAG "een monopolie gekregen op de interpretatie van de geschiedenis van de Waffen-SS". Als vier centrale elementen van deze "herinneringsconstructies" noemt Wilke de "topos van de" apolitieke "Waffen-SS", hun vermeende elitaire rol, de "enscenering van de troep als een" Europees leger "en de" afbakening van oorlog en nazi-misdaden". In Kumm's publicaties werden de oorlogsmisdaden en gruweldaden van de divisie achtergehouden.
Voordat Adalbert Lallier, een voormalig lid van de divisie „Prinz Eugen“, in 1999 getuigde tegen zijn vroegere kameraad, SS-Unterscharführer Julius Viel, voor de moord op zeven Joodse concentratiekampengevangenen. Hij vroeg Kumm of het zwijggebod nog steeds van toepassing was en of „kameraadverraad“ gerechtvaardigd was. Kumm schreef hem terug dat de kameraadschap ophield, waar oorlogsmisdaden begonnen. Aanvallen op de burgerbevolking door de divisie "Prinz Eugen" waren Kumm vóór 1945 al bekend, zoals blijkt uit zijn memorandum over een gesprek met Heinrich Himmler op 28 juni 1943. Walter Manoschek vertelt in een van zijn publicatie van het Onderzoekscentrum Militaire Geschiedenis (Militärgeschichtliches Forschungsamt)  van de werken van de Bundeswehr dat Kumm tot "memoires van voormalige militaire en andere van apologetische geschriften die de oorlogsmisdaden van de nationaalsocialistische bezetters überhaupt buiten beschouwing laten of bagatelliseren."
Kumms "Vorwärts, Prinz Eugen!" werd in 2007 opnieuw uitgegeven als een licentie uitgave in de Winkelried-Verlag die onder de bescherming van de grondwet van Mecklenburg-Vorpommern, als extreemrechts geclassificeerd werd.

## Militaire carrière
- SS-Brigadeführer en Generalmajor in de Waffen-SS: 9 november 1944[16] - 21 november 1944[4][17]
- SS-Oberführer: 30 januari 1944[16][4][17]
- SS-Standartenführer: 20 april 1943[16][4][17]
- SS-Obersturmbannführer: 1 oktober 1940[16][18][4][3]
- SS-Sturmbannführer: 1 april 1940 - 1 september 1940[4] - 1 oktober 1940[16]
- SS-Hauptsturmführer: 13 september 1936[16][19][4][3]
- SS-Obersturmführer: 12 augustus 1934[19][4][3]
- SS-Sturmführer: 15 februari 1934[19][4][3]
- SS-Obertruppführer: 9 november 1933[20][4][3]
- SS-Truppführer: 1 mei 1933[20][4]
- SS-Scharführer: 1 december 1932[20][4]
- SS-Mann: 19 december 1931[20] - 1 december 1931[4]
- SS-Anwärter: 1 december 1931[20]
- SA-Mann: 1 oktober 1931[4]

## Lidmaatschapsnummers
- NSDAP-nr.: 421 230[16][19][21](lid geworden 1 december 1930[20])
- SS-nr.: 18 727[19][21] (lid geworden 1 december 1931[20][3])

## Onderscheidingen
Selectie:
- Ridderkruis van het IJzeren Kruis met Eikenloof en Zwaarden (nr.138) op 17 maart 1945[22] als SS-Brigadeführer en Generalmajor in de Waffen-SS en commandant van het 7.SS-Freiw.Geb.Div. "Prinz Eugen"/Heeresgruppe E/Balkan Front[16][20][21][4][17]
- Ridderkruis van het IJzeren Kruis met Eikenloof (nr.221) op 6 april 1943[22] als commandant van het SS-Pz.Gren.Rgt. 4 "Der Führer"/SS-Pz.Gren.Div. "Das Reich"/SS-Pz.Korps/Heeresgruppe Süd, Russisch front[20][21][4]
- Ridderkruis van het IJzeren Kruis op 16 februari 1942[23][22] als SS-Obersturmbannführer en commandant van het SS-Inf.Rgt. (mot) "Der Führer"/SS-Division "Reich"/9.Armee/Heeresgruppe Mitte, Russisch front[16][20][21][4]
- Duits Kruis in goud[18] op 29 november 1941[21][22][4] - 3 december 1941[24]
- IJzeren Kruis 1939, 1e Klasse (3 juni 1940[4][21] - 4 juni 1940[3]) en 2e Klasse (30 mei 1940[4][21])
- Orde van de Kroon van Koning Zvonimir, 1e Klasse met Kruis en Ster en Zwaarden op 30 juni 1944 als SS-Oberführer[20][4]
- Hij werd tweemaal genoemd in het Wehrmachtsbericht. Dat gebeurde op:
- 6 juni 1944[20][21][25][4][17]
- 10 oktober 1944[20][21][26][4][17]

## Publicaties
- Vorwärts, Prinz Eugen! Geschichte der 7. SS-Freiwilligen-Division "Prinz Eugen" 2007 Dresden, Duitsland: Winkelried Verlag. ISBN 978-3-938392-13-3.
- 7. SS-Gebirgs-Division "Prinz Eugen" im Bild 1983 Osnabrück, Duitsland: Munin Verlag. ISBN 3-921242-54-1